# Ivan Dežman
Ivan Dežman, född 6 maj 1841 i Rijeka, död 24 oktober 1873 i Zagreb, var en kroatisk läkare och författare.
Förutom några berättelser, ett epos (Greve Josip Rabatas död) och dramat Varadinka Mara, som behandlar episoder från turkarnas krig på 1700-talet, skrev han en diktcykel Zrinski om den kroatiske nationalhjälten Nikola Zrinski (= ungrarnas Zrinyi) och en ordbok över medicinsk terminologi (1868). Mest bekant är hans romantiska epos Smiljan i Koviljka (Kattfot och fjädergräs, 1865), en originell sammanställning av erotik i Ariostos stil med slavisk folklyrik av stort språkligt intresse.